# Іванівська сільська територіальна громада (Чернігівська область)
Іванівська сільська територіальна громада — територіальна громада в Україні, в Чернігівському районі Чернігівської області. Адміністративний центр — село Іванівка.
Площа громади — 306,69 км², населення — 5593 мешканці (2018).
Утворена 11 вересня 2016 року шляхом об'єднання Будинської, Іванівської, Красненської, Ладинської та Слобідської сільських рад Чернігівського району.
Відповідно до розпорядження Кабінету Міністрів України № 730-р від 12 червня 2020 року «Про визначення адміністративних центрів та затвердження територій територіальних громад Чернігівської області», до складу громади були включені території Анисівської сільської ради та Пісківської сільської ради 
Чернігівського району .

## Населені пункти
До складу громади входять 17 сіл: Анисів, Буди, Вікторівка, Драчівщина, Друцьке, Єньків, Золотинка, Іванівка, Количівка, Красне, Ладинка, Лукашівка, Підгірне, Піски, Скорінець, Слобода та Ягідне.

## Старостинські округи
- Анисівський (села Анисів, Лукашівка, піски, Підгірне, Єньків)
- Количівський (села Количівка, Ягідне)
- Красненський (села Красне, Скорінець, Золотинка, Ладинка, Друцьке)
- Слобідський (села Слобода, Вікторівка, Драчівщина, Буди)[3]